# Paul-Julius-Reuter-Berufskolleg für Wirtschaft und Verwaltung der Städteregion Aachen
Das Paul-Julius-Reuter-Berufskolleg für Wirtschaft und Verwaltung der Städteregion Aachen ist ein Berufskolleg in der Stadt Aachen und ist nach dem Begründer der Nachrichtenagentur Reuters, Paul Julius Reuter benannt. Es hat aktuell (2024) 1981 Schülerinnen und Schüler und befindet sich in der Trägerschaft der Städteregion Aachen.

## Auszeichnungen
- Im Jahr 2013 folgte die Anerkennung als Europaschule.[2]